# Зоряний танок
«Зоряний танок» (англ. Stardance) — науково-фантастичний роман Джинні та Спайдера Робінсонів, виданий Dial Press в 1979 році в рамках своєї квантової наукової фантастичної лінії. Початковий варіант роману спочатку з'явився в Analog в 1977 році як однойменна повість, після якого пішло продовження «Зоряний танок II» (англ. Stardance II) в журналі «Analog» в 1978 році.
Після того, як в 1979 році в Dial з'явилася різноманітність плетінь, «Stardance» був передрукований в м'якій обкладинці в Dell Books в 1980 році, а надалі видавалися в Tor Books і Baen Books протягом наступного десятиліття. Baen Books видавали роман разом з його продовженням «Зоряне насіння» (англ. «Starseed»), в масовому тиражі в м'якій обкладинці, «The Star Dancers», в 1997 році; в 2006 році Baen Books опублікувало у твердій обкладинці трилогію «Зоряний танок», додавши третій роман, «Starmind».

## Реакція
Альгіс Будріс заявив, що «Зоряний танок» — це «читальний досвід, який справді висуває основне людське відчуття…, в кожному з нас живе щось славне, яке виходить за межі смертельної помилки, це насіння ангела» (англ. a reading experience which genuinely evokes a basic human feeling ... that within each of us dwells something glorious that is beyond mortal error, is the seed of an angel), підсумовуючи, що «Stardance пронизує читача з незвичайною силою, досяжною лише соціальними екстраполяціями SF» (англ. Stardance sweeps over the reader with the uncommon power attainable only by the social extrapolations of SF).

## Нагороди
Роман «Stardance» отримав нагороди «Г'юго» і «Неб'юла», а також роман було внесено у щорічний «Locus Poll». Роман «Зоряний танок» займав четверту позицію в опитуванні журналу «Локус» два роки поспіль.